# ジェンダー中立性
ジェンダー中立性（ジェンダーちゅうりつせい、英語: gender neutrality）は、政策、言語、社会制度（社会構造またはジェンダー役割）において、人々の性別やジェンダーによって役割を区別しないという考えである。ジェンダー中立性を高めるために、包括的な言語の使用とジェンダー平等の推進が社会的に重視されている。ジェンダーニュートラルともいう。
ある性別が他の性別よりも適している（社会的役割がある）という偏見から生じる性差別を避けることを目的とする。性別を理由として不当な取り扱いや差別を受けることをジェンダー不平等（性差別）と呼び、これは仕事、サービス、教育、子育てなど、社会に大きな影響を与えている。 

## 政策
性別の法的定義はトランスジェンダーの人々にとって議論の的となっている。一部の国では、新しい性別として法的に認められるには、性別適合手術を受け、不妊手術を受ける必要がある。 
カリフォルニア州はオレゴン州に加わり、ジェンダー中立性を認める取り組みに加わった。 2017年、カリフォルニア州知事ジェリー・ブラウンは、州の身分証明書で性別の中立を選択できる法律に署名した。 2021年、ギャビン・ニューサム知事は、カリフォルニア州の百貨店に性別に中立な子供服売り場の設置を義務付けるカリフォルニア州議会法案1084に署名した。 

## ジェンダー・ブラインド
ジェンダー・ブラインド（英語: gender blindness）は、人を性別やジェンダーによって区別しないという習慣である。
この説明には議論の余地があるものの、ジェンダー・ブラインドの人は、必ずしもジェンダー関連の偏見に関する社会運動の考えを支持するというわけではない。
たとえば、ジェンダー・ブラインドは新しい候補者を雇用する時に実践することができる。その場合、雇用者はジェンダーよりも履歴書とカバーレターに重点を置く。これにより、特定のトピックや役職において、一方の性別が他方の性別よりも好まれる傾向があるという、ジェンダー・バイアスが減少する。

## 言語
性別に依存した用語について、ジェンダー中立的な表現に置き換えられる場合がある。例えば、看護婦→看護師、保母・保父→保育士、女優・男優→俳優などがある。また、学校などで「〇〇くん」「〇〇ちゃん」という呼び方から「〇〇さん」で統一する場合もある。